# Beate Muschalla
Beate Muschalla (* 1981 in Potsdam) ist eine deutsche Psychologin und psychologische Psychotherapeutin. Sie ist Professorin und Leiterin der Abteilung Klinische Psychologie, Psychotherapie und Diagnostik an der Technischen Universität Braunschweig.

## Leben und Wirken

### Beruflicher Werdegang
Muschalla ist in Kleinmachnow bei Potsdam aufgewachsen und stammt aus einer Familie ohne akademischen Hintergrund. Sie begann ihr Studium mit einem Grundstudium in Ethnologie an der Freien Universität Berlin, das sie 2002 abschloss. Anschließend studierte sie dort Psychologie und erlangte 2006 ihr Diplom. Im Jahr 2008 promovierte sie an der Universität Potsdam mit einer Dissertation zum Thema „Workplace-related Anxieties and Workplace Phobia“. Ihre Ausbildung zur Psychologischen Psychotherapeutin absolvierte sie 2010 am Institut für Verhaltenstherapie Berlin (IVB). 2016 erlangte sie die Qualifikation als Verhaltenstherapeutische Supervisorin.
Von 2006 bis 2012 war sie als wissenschaftliche Mitarbeiterin in der Forschungsgruppe Psychosomatische Rehabilitation der Charité Berlin sowie am Rehabilitationszentrum Seehof in Teltow tätig. Anschließend war sie von 2012 bis 2016 als wissenschaftliche Mitarbeiterin und Projektleiterin am Lehrstuhl für Arbeits- und Organisationspsychologie der Universität Potsdam sowie am Arbeitsbereich Klinische Psychologie und Psychotherapie der Freien Universität Berlin tätig. Von 2015 bis 2017 arbeitete sie als leitende Psychologin in der Abteilung Rehabilitation der Deutschen Rentenversicherung Bund. 2017 übernahm sie eine Professur für Angewandte Psychologie an der SRH Hochschule für Gesundheit in Gera.
Seit 2018 ist sie Professorin für Psychotherapie und Diagnostik an der Technischen Universität Braunschweig.
Muschalla ist Mitherausgeberin der Zeitschrift „Praxis Klinische Verhaltensmedizin und Rehabilitation“ und Vorstandsmitglied der Deutschen Gesellschaft für Klinische Psychotherapie und Psychosomatische Rehabilitation.

### Psychotherapeutische Tätigkeiten
Neben ihrer wissenschaftlichen Tätigkeit war sie von 2006 bis 2010 als Psychologische Psychotherapeutin in Ausbildung im Rehabilitationszentrum Seehof und am IVB Berlin tätig. Von 2010 bis 2012 arbeitete sie dort als Bezugstherapeutin in der Abteilung Verhaltenstherapie und Psychosomatik. Zwischen 2012 und 2014 war sie in der Brandenburgklinik Bernau in der Gruppentherapie für arbeitsbezogene Ängste tätig, 2015 bis 2016 folgte eine Tätigkeit am Bundeswehrkrankenhaus Berlin im Bereich Diagnostik und Online-Intervention für Soldaten mit posttraumatischer Belastungsstörung. Seit 2016 ist sie in der supervisorischen Tätigkeit aktiv, unter anderem in der Fall- und Teamsupervision.

## Arbeits- und Forschungsschwerpunkte
Beate Muschalla befasst sich in ihrer Forschung mit arbeitsbezogenen psychischen Erkrankungen und deren Auswirkungen auf die Arbeitsfähigkeit. Ein besonderer Fokus liegt auf der Diagnostik und Behandlung arbeitsbezogener Ängste, einschließlich Arbeitsplatzphobie. Sie untersucht sozialmedizinische Aspekte psychischer Erkrankungen und setzt sich für eine fähigkeitsorientierte Diagnostik ein. Zudem beschäftigt sie sich mit der beruflichen Wiedereingliederung und der medizinisch-beruflich orientierten Rehabilitation (MBOR). Ein weiterer Schwerpunkt ihrer Arbeit ist die Anwendung der International Classification of Functioning, Disability and Health (ICF) der WHO sowie des Mini-ICF-APP, das zur Erfassung funktioneller Beeinträchtigungen bei psychischen Erkrankungen genutzt wird.

## Publikationen (Auswahl)
- mit Michael Linden, Stefanie Baron und Margarete Ostholt-Corsten: Fähigkeitsbeeinträchtigungen bei psychischen Erkrankungen - Diagnostik, Therapie und sozialmedizinische Beurteilung in Anlehnung an das Mini-ICF-APP. Hogrefe Verlag, Göttingen 2022, ISBN 9783456860367.
- Selbstmanagement bei Arbeitsängsten: Manual zum Gruppentraining. Kohlhammer Verlag, Stuttgart 2019, ISBN 978-3170360167.
- mit Michael Linden: Arbeitsplatzbezogene Ängste und Arbeitsplatzphobie. Kohlhammer Verlag, Stuttgart 2013, ISBN 978-3-17-020911-4.

## Mitgliedschaften
- Mitglied der Deutschen Gesellschaft für Psychologie (DGPs)
- Mitglied der Psychotherapeutenkammer Niedersachsen
- Mitglied des Rehabilitationswissenschaftlichen Verbunds Berlin, Brandenburg und Sachsen (BBS)
- Mitglied der Deutschen Gesellschaft für Rehabilitationswissenschaften (DGRW)
- Mitglied der Deutschen Gesellschaft für Klinische Psychotherapie und Psychosomatische Rehabilitation e.V. (DGPPR)

## Auszeichnungen
- 2022: Boxberger-Preis Bad Kissingen[4]